# Бе-8
Бе-8 (по кодификации НАТО: Mole) — советский самолёт-амфибия на подводных крыльях, созданный в ОКБ Бериева в 1947 году. Пассажирский самолёт, той же схемы, что Бе-4 — подкосный моноплан с крылом над фюзеляжем (парасоль), на тонком пилоне и двух парах коротких подкосов, поддерживающих центроплан. Отличался от Бе-4 бо́льшими размерами и массой, а также наличием убирающихся шасси. Был оснащён одним поршневым звездообразным двигателем АШ-21 (570/700 л. с.), установленным в середине крыла, он приводил в движение один трёхлопастной тянущий винт. Кабина пилота и пассажирский салон обогревались системой, использующей тепло от двигателя.
Подводные крылья были разработаны в ЦАГИ: два передних и хвостовое на стойках шасси вместо колёс. Подъёмная сила крыла эффективно выгоняла лодку из воды на разбеге. Это происходило раньше, чем возникала подъёмная сила, необходимая для взлёта. Бег на подводных крыльях вместо редана сопровождался значительно меньшими перегрузками при волнении.

Самолёт Бе-8 на разбеге.
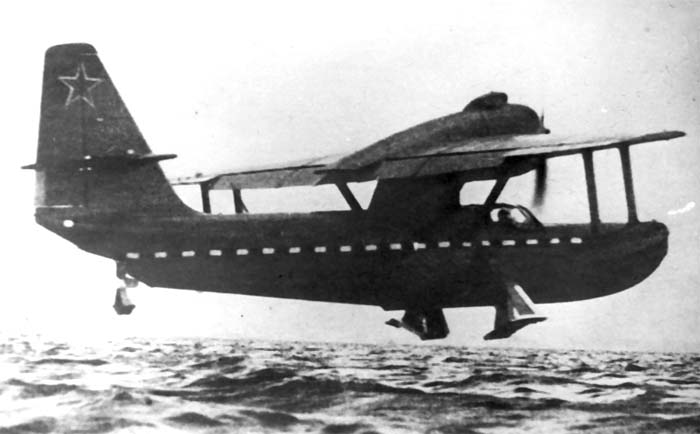
Фотография самолёта Бе-8 сделанная сразу после отрыва от водной глади.

Первый полёт совершил 3 декабря 1947 года и показал хорошие характеристики. В следующем году успешно прошёл лётные испытания. Было построено два экспериментальных самолёта, один из них в 1951 году демонстрировался на празднике «День Советской Авиации» в аэропорту Тушино.
Всего было построено два самолёта, на одном из них произошла авария.
Несмотря на высокую оценку специалистов Бе-8 в серийное производство не передавался и использовался как летающая лаборатория.

Самолёт у воды на выпущенных колёсных шасси

## Конструкция
Бе-8 — летающая лодка с высоко расположенным на пилоне подкосным крылом. Самолёт предназначен для использования на пересечённой местности , насыщенной реками и озёрами, или в прибрежных морских районах. Экипаж один пилот. В пассажирской кабине могут размещаться шесть пассажиров. В санитарном варианте — два носилочных и два сидячих больных.
- Фюзеляж — двухреданная цельнометаллическая лодка с килевым днищем. Лодка разделена водонепроницаемыми перегородками на пять отсеков: носовой, пилотский, средний, отсек пассажирской кабины и хвостовой отсек. Кабина пилота находится в носовой части лодки. В средней части лодки расположены ниши для уборки шасси. В пассажирской кабине пять иллюминаторов. За вторым реданом имеется водяной руль[1].
- Крыло — цельнометаллическое, трапециевидное в плане. Состоит из центроплана и двух отъёмных консолей. Механизация крыла состоит из щелевых закрылков и элерона. На консолях крыла закреплены два неубирающихся опорных поплавка. Поплавки металлической конструкции и разделены водонепроницаемыми перегородками на три отсека[1].
- Хвостовое оперение — стабилизатор и киль цельнометаллические. Рули высоты и руль направления имеют металлический каркас и полотняную обшивку. Рули снабжены триммерами и имеют аэродинамическую компенсацию и весовую балансировку[1].
- Шасси — трёхстоечное с хвостовым колесом, убирающееся в полёте. Управление уборкой и выпуском шасси — электромеханическое. Амортизация шасси масляно-пневматическое, торможение колёс пневматическое[1].
- Силовая установка — поршневой звездообразный двигатель воздушного охлаждения, с одноступенчатым нагнетателем АШ-21, мощностью 700 л. с.. Винт тянущий диаметр 3,0 метра. Двигатель расположен на носке центроплана, над кабиной лётчика. Топливо размещается в двух мягких баках в центроплане общей ёмкостью 630 литров[1].
- Система управления — управление рулями высоты, направления и элеронами — двойное. Проводка управления рулями, элеронами и триммерами тросовая. Управление закрылками электромеханическое. Управление водяным рулём тягами и синхронизировано с рулём направления[1].
- Основные системы самолёта: Противообледенительная система — защищает передние стёкла фонаря и винт самолёта. Пилотская и пассажирские кабины обогреваются тёплым воздухом от бензинового обогревателя. Для откачки воды из лодки используется переносная электропомпа. Подвесной трап расположен в хвостовом отсеке[1].
- Оборудование: Пилотажно-навигационное — гиромагнитный компас и компас обеспечивают управление самолёта днём и ночью. Радиоэлектронное оборудование — радиостанция, радиополукомпас, ответчик опознавания и самолётное переговорное устройство. Фотооборудование — фотоаппарат с дистанционным управлением расположен в хвостовой части лодки, в днище лодки сделан люк с герметично закрывающейся крышкой. Электрооборудование — генератор и аккумулятор, электросеть однопроводная, в качестве минусового провода используется корпус самолёта. Морское оборудование — донный якорь, плавучий якорь, багор, кошка и резиновая шлюпка[1].

## Лётно-технические характеристики

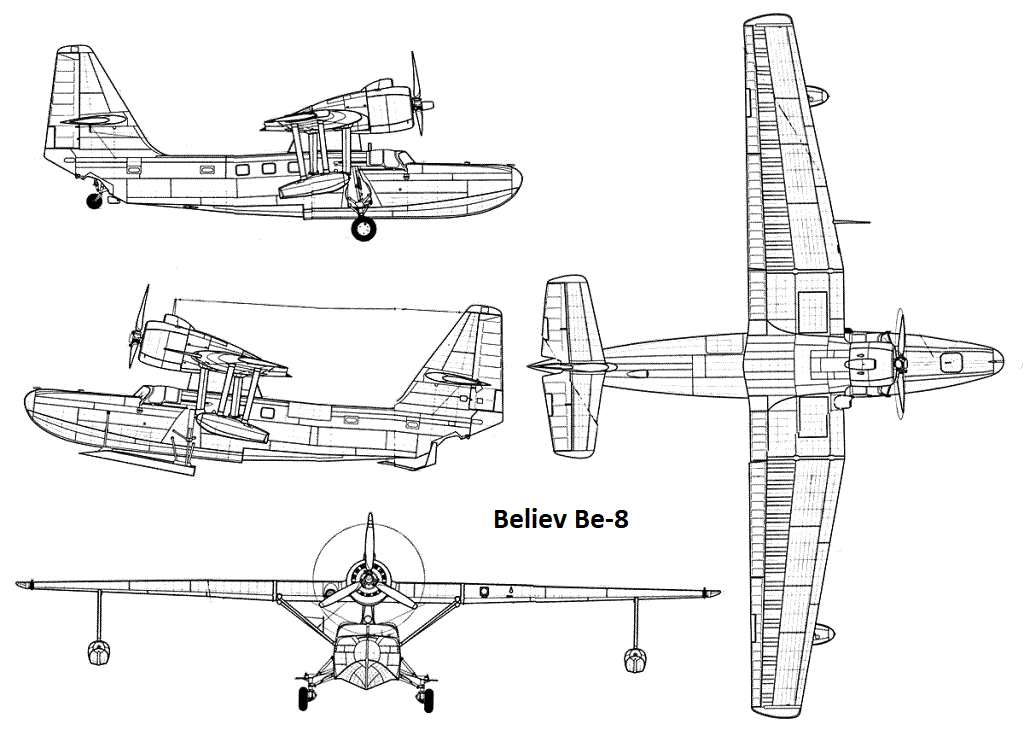
Рисунок самолёта в четырёх проекциях

### Технические характеристики лодка с килевым днищем
- Экипаж: 1-2 человека
- Пассажировместимость: 4-6 человек
- Длина: 13,0 м
- Размах крыла: 19,0 м
- Высота: 4,48 м
- Площадь крыла: 40 м²
- Масса пустого: 2 815 кг
- Масса снаряжённого: 3 624 кг
- Масса полезной нагрузки: 400 кг
- Двигатели: 1× поршневой звездообразный однорядный семицилиндровый Швецова АШ-21 с воздушной системой охлаждения
- Мощность: 1× 520 кВт (700 л. с.)

### Лётные характеристики
- Максимальная скорость: 266 км/ч на 1800 м
- Крейсерская скорость: 165 км/ч
- Посадочная скорость: 100 км/ч
- Практическая дальность: 810 км (за 4,6 ч.)
- Перегоночная дальность: 1205 км (за 6,0 ч.)
- Практический потолок: 5 550 м